# Catocala aestimabilis
Catocala aestimabilis là một loài bướm đêm thuộc họ Erebidae. Nó được tìm thấy ở Tân Cương, Trung Quốc.